# Quan Long Bàng

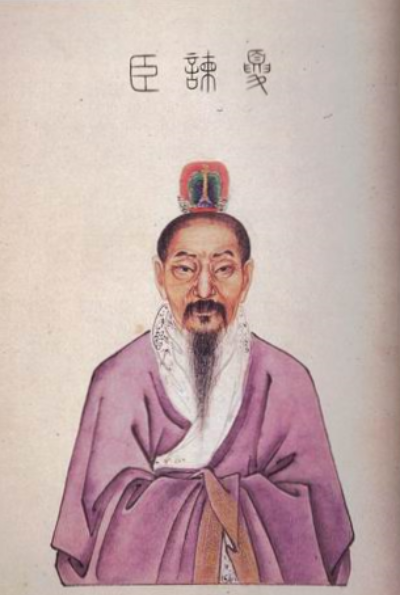
Quan Long Phùng

Quan Long Bàng hay Hoạn Long Bàng (chữ Hán: 关龙逄 hoặc 关龙逢), là một tên nhân vật huyền sử sống vào cuối thời nhà Hạ trong lịch sử Trung Quốc, ông là hậu duệ của Hoạn Long thị đồng thời là tổ tiên của Quan Vũ. Tương truyền ông là một vị quan thanh liêm chính trực và mẫu mực thương dân, do can ngăn vua Hạ Kiệt và bị Hạ Kiệt giết chết.
Khi Hạ Kiệt mới lên ngôi bất kỳ việc làm nào của nhà vua ông cũng đều can gián thẳng thắn, nhà vua nghe ông phân tích hợp lý nên đều nghe theo khiến quốc gia tương đối phồn thịnh một thời. Đến lúc vua Kiệt đem quân tiến đánh nước Hữu Thi được nước này dâng mĩ nữ Muội Hỷ để cầu hòa, vua Kiệt ngày đêm đắm say sủng ái nàng nên dần dần những lời khuyên ngăn của Quan Long Bàng bị vô hiệu hóa. Đôi khi nhà vua còn không thèm nghe ông mà hễ thấy ông vào là lập tức đuổi ông ra ngay tức khắc, tình trạng đó kéo dài trong nhiều năm việc chính sự dần dần bị bỏ bê khiến dân tình ca thán trăm họ lầm than. Quan Long Bàng nhìn thấy cảnh đất nước sắp suy vong không cầm lòng nổi nhưng ông không có cách nào để gặp nhà vua, bởi nhà vua đã ra sắc lệnh hễ thấy ông thì quân lính không được phép cho vào cung.
Thế rồi Kiệt vương xây dựng nên một cái cột đồng cho bôi mỡ trơn rồi nung nóng, hễ ai trái ý nhà vua lập tức bắt họ trèo lên cái cột đó gọi là "bào lạc". Hình phạt này quá dã man làm cho nhiều người bất mãn bàn tán xôn xao nhất là những gia đình có tù nhân phạm tội nhẹ, Quan Long Bàng không chịu nổi nữa liều mạng xông thẳng vào cung vua nói rằng hãy dỡ bỏ "bào lạc" đi. Nhà vua nổi giận lôi đình sai người bắt ngay Quan Long Bàng chém đầu thị chúng vì tội hỗn hào, sau khi ông chết chẳng bao lâu thì vua Thành Thang nhà Thương đánh tới đô thành bắt sống Kiệt vương đày ra Nam Sào kết liễu vai trò hơn 400 năm trên vũ đài chính trị của nhà Hạ.